# Virus modrikastega jezika
Virus modrikastega jezika (angleško: Bluetongue virus, okrajšava: BTV) je virus dsRNA iz rodu Orbivirus, ki prizadene predvsem ovce in govedo. Virus povzroča bolezen modrikastega jezika.  Virus je razmeroma krhek in izgubi svojo nalezljivost v rahlo kislem okolju.
BTV je okrogle oblike (velik 65–80 nm) in ga omejuje proteinski ovoj, v njeni notranjosti pa je dedni zapis v obliki dvojno-vijačne RNK. Imunski sistem okužene živali se odzove na te virusne beljakovine s proizvodnjo protiteles, ki so za vsakega izmed 24 serotipov drugačna, specifična, kar pa je temelj serološke laboratorijske diagnostike bolezni.
Virus širijo nekatere vrste krvosesnih mušic (Culicoides), v katerih se orbivirusi razmnožujejo. V endemičnih območjih so najpomembnejši vektorji za širjenje virusa BT krvosesne mušice vrste Culicoides imicola.

## Širjenje virusa
Različica BTV-3 (BTV-3/NET2023) se je razširila v več evropskih državah, uvedba te različice pa predstavlja nove izzive za nadzor bolezni. V odgovor na to je več držav izvedlo kampanje cepljenja. Genetska stabilnost različice BTV-3 je bila potrjena s sekvenciranjem. Slovenija je po pojavu BTV 4 v letu 2016 pristopila k izkoreninjenju bolezni, vključno s 5-letnim obveznim cepljenjem vsega goveda in drobnice. S tem je pridobila status države, uradno proste BTV.
V Sloveniji je bila bolezen modrikastega jezika, serotip 4 (BTV 4), kljub cepljenju uradno potrjena 11. februarja 2025. Uprava Republike Slovenije za varno hrano, veterinarstvo in varstvo rastlin je v skladu z veljavnimi uredbami preklicala status države, proste okužbe z BTV.